# Phylacteophaga eucalypti
Phylacteophaga eucalypti – gatunek błonkówki z rodziny Pergidae.

## Taksonomia
Phylacteophaga eucalypti została opisana w 1999 roku przez Waltera Froggatta na podstawie okazów wyhodowanych z eukaliptusa gałkowego. Jako miejsce typowe podano Melbourne. Lektotyp (samica) został wyznaczony przez Z. B. Mayo, Andrew Austina i Marka Adamsa w 1997 roku. W 1955 Edgar Riek wyróżnił dwa podgatunki: P. eucalypti eucalypti Riek, 1955 i P. eucalypti tasmanica Riek, 1955 (miejsce typowe St Helens na Tasmanii, holotypem była samica). Podgatunki te zostały ponownie zsynonimizowane przez Mayo, Austina i Adamsa w 1997 roku.

## Zasięg występowania
Gatunek ten występuje w kontynentalnej Australii (stany Australia Południowa, Nowa Południowa Walia, Terytorium Stołeczne i Wiktoria) oraz na Tasmanii.

## Biologia i ekologia

### Odżywianie
Larwy minują liście. Roślinami żywicielskimi są przedstawiciele rodziny mirtowatych z rodzajów Corymbia (C. citriodora, C. ficifolia i C. maculata), eukaliptus (E. amygdalina, eukaliptus gronisty, eukaliptus kamaldulski, E.cladocalyx, eukaliptus gałkowy, eukaliptus wielki, E. mannifera, E. nitens, E. racemosa, E. robusta, eukaliptus wierzbowaty, E. sideroxylon i eukaliptus rózgowaty), oraz Lophostemon (L. confertus).

### Rozród
Samice składają jedno, rzadziej dwa jaja zazwyczaj w pobliżu nerwu głównego liścia. Przepoczwarczenie następuje w minie; dorosła gąsienica buduje przezroczysty kokon, zaś przejście od stadium larwy do stadium poczwarki trwa ok. 3 dni. W przypadku podrażnienia poczwarka wydaje wyraźny odgłos, uderzając w ścianki kokonu końcem odwłoka.